# Arazaire
L'arazaire i l'arasa són un parell de llengües molt afins i d'afiliació incerta.
| glossa | Arazaire ("Pano") | Arasa ("Takana") | altres Pano     |
| ------ | ----------------- | ---------------- | --------------- |
| sol    | fuari             | huári            | huari           |
| un     | nunchina          | nonchina         |                 |
| dos    | buta              | béta             |                 |
| cap    | mashashue         | é-osha           |                 |
| aigua  | humapasha         | éna              | éna, xéne, etc. |
| dacsa  | hoki              | shishe           |                 |
| casa   |                   | so:po            | shopo, shobo    |

S'ha afirmat que es tracta de llengües pano o llengües tacanes, o takana amb paraules pano. Campbell (2012) diu que estan massa poc certificats per classificar-los. Tanmateix, Fleck (2013) els classifica definitivament a la branca Madre de Dios de les llengües pano i diu que la confusió es deu a una segona llengua takanana que també anava amb els noms arazaire i arasa; un problema de denominació similar ha causat confusió amb el seu parent proper yamiaka.
El nom arasairi  s'ha utilitzat per a una altra llengua, un dialecte de la llengua aïllada harakmbut.